# Большой королевский совет
Большой королевский совет — один из центральных органов власти в средневековых монархиях Европы, представляющий собой собрание представителей высшей аристократии и духовенства, созываемое королём для решения наиболее важных вопросов государственного управления. Большой королевский совет в большинстве стран являлся предшественником парламента, однако имел, в основном, лишь совещательные функции. Этот орган выражал интересы господствующих социальных слоёв и обеспечивал королю поддержку политической элиты страны.
На ранних этапах развития этого института Большой королевский совет являлся расширенным вариантом королевской курии (лат. Curia regis) и для его наименования средневековые хронисты также использовали название курия или генеральная курия. Главными характеристиками, отличающими Большой совет от королевской курии в узком смысле (королевского двора, малого совета), являются его представительный состав (вся высшая аристократия государства), эпизодичность созыва, нечёткость и совещательный характер функций и особая сфера компетенции, включающая наиболее глобальные государственные вопросы. 

## Общие принципы
Королевские советы европейских государств возникли из древних институтов племенных народных собраний, которые по мере складывания военно-служилой и наследственной аристократии превращались в собрания самых влиятельных лиц государства, без учёта мнения которых было невозможно эффективное управление страной королём. Достаточно рано в таких советах стали участвовать и представители высшего духовенства — архиепископы, епископы, аббаты важнейших монастырей. Эти собрания созывались королями и обсуждали те вопросы, которые монарх сочтёт необходимыми для одобрения «лучшими людьми» страны. На протяжении практически всего периода существования Большого королевского совета как государственного института его компетенция оставалась расплывчатой, состав постоянно изменялся по усмотрению короля, а регулярность заседаний, за некоторыми исключениями, не сложилась. 
Развитие феодализма и усиление самостоятельности крупных светских и духовных сеньоров привела к падению значения Большого королевского совета для системы управления. Он продолжал созываться время от времени для исполнения церемониальных функций (в том числе санкционирования наследования или избрания короля), а также для решения наиболее глобальных проблем государства: объявления войны, заключения международных союзов или суда над тем или иным бароном королевства. Текущая деятельность по управлению страной всё больше концентрировалась в узком, неформальном собрании приближённых короля и высших должностных лиц государственной администрации — королевской курии. По мере усложнения аппарата управления выделялись новые органы: судебные коллегии (Вестминстерские суды в Англии, Парижский парламент во Франции и т.п.), финансовые органы (Палата шахматной доски, Казначейство, Палата счетов и др.). В XIII—XIV веках на заседания Большого королевского совета стали приглашаться представители среднего рыцарства и, в большинстве европейских монархий, королевских городов. С течением времени они заняли своё место в королевском совете наряду с наследственной аристократией и высшим духовенством. Это привело к кардинальной трансформации этого органа в общенациональное сословное представительство, которое приобрело более чёткую компетенцию в законодательной и судебной сфере и получило право давать согласие на обложение налогами. В результате родился новый институт — парламент.
В тех государствах, где сословное представительство не смогло завоевать центральных позиций в системе органов государственной власти, Большой королевский совет в той или иной форме продолжал существовать наряду с парламентами (Франция, Кастилия, Арагон, Шотландия). Тем не менее его значение продолжало падать, а сам он неуклонно вытеснялся из политической системы королевской курией (двором) и её органами (Тайным советом, канцелярией и др). В Германии королевский совет трансформировался в коллегию курфюрстов, в Англии был заменён Палатой лордов английского парламента, а во Франции его полномочия были распределены между Генеральными штатами и  верховным судом.

## Национальная специфика

### Англия
См. также: Витенагемот.
В английской историографии под Большим королевским советом обычно понимается орган, возникший сразу после нормандского завоевания и представляющий собой трансформацию англосаксонского витенагемота, осуществлённую в интересах короля Вильгельма Завоевателя. Большой королевский совет англо-нормандского периода представлял собой собрание, на которое должны были являться все бароны королевства, держащие свои земли непосредственно от короля, а также высшее духовенство (епископы и аббаты). Участие в совете было одной из основных обязанностей феодальной аристократии, наряду с обязанностью выставлять определённое количество рыцарей в армию. В отличие от витенагемота Большой королевский совет заседал регулярно, три раза в год: на Рождество, Пасху и Троицу. 
Сфера компетенции совета примерно соответствовала компетенции витенагемота, однако практика вынесения на обсуждение текущих проблем государственной власти была прекращена: эти вопросы теперь решались узким кругом приближённых короля в Королевской курии. На рассмотрение Большого королевского совета выносились наиболее глобальные и политически важные вопросы, требующие согласования с баронами государства. Именно на таком совете на Рождество 1085 г. было принято решение о проведении всеобщей переписи земельных владений в Англии, чьи результаты составили «Книгу Страшного суда». Совет также играл важную церемониальную роль: сбор всех крупных баронов страны демонстрировал послам иностранных монархов силу и авторитет власти короля Англии. Ещё большее значение совет имел для обеспечения непосредственной коммуникации короля с представителями аристократии и отдалённых регионов страны и для урегулирования разногласий между различными баронами мирным путём, не прибегая к междоусобным вооружённым конфликтам. Судебные полномочия совета не играли большой роли: для нормандской Англии была характерна развитая судебная система, подчинённая непосредственно королю как единственному источнику судебной власти в стране. Законодательные функции в англо-нормандский период также находились в зачаточном состоянии: опираясь на англосаксонские традиции, короли единолично издавали законы и устанавливали налоги, не запрашивая одобрения совета. Не требовалось согласие совета и на взыскание налогов: помимо платежей, предусмотренных феодальным правом, короли периодически облагали население «датскими деньгами», а во время Анжуйской империи по решению короля были введены некоторые дополнительные виды поборов.
Значение Большого королевского совета в Англии резко возросло после утверждения в 1215 г. Великой хартии вольностей, которая установила, что введение налогов должно осуществляться с согласия «общего совета». Хартия также зафиксировала персональный состав совета: в него должны призываться епископы, аббаты, графы, крупные бароны и представители рыцарства графств. Был создан специальный комитет для надзора над королевской администрацией. Позднее, в период правления Симона де Монфора, в состав совета были включены представители городов. С этого момента институт Большого королевского совета трансформировался в орган сословного представительства, получивший название парламент. По традиции, первым английским парламентом считается собрание, созванное в 1265 г. Симоном де Монфором, на котором впервые была применена избирательная система, а горожане стали полноправными участниками совета. Окончательное оформление парламента как высшего органа законодательной и судебной власти Англии произошло в 1295 г.    
О дальнейшей истории английского сословно-представительного органа см.: Парламент Великобритании.

### Шотландия
Первые достоверные свидетельства о существовании в Шотландии Большого королевского совета относятся к началу XIII века, однако очевидно, что к этому времени совет был уже сложившимся институтом. Возможно, его возникновение связано с проникновением в страну англо-нормандских традиций при Давиде I. Шотландский Генеральный совет (англ. General Council), как и его английский аналог, включал всю высшую аристократию (вероятно, держателей земель непосредственно от короля: графов и баронов) и высшее духовенство. Конкретный состав участников и обсуждаемые вопросы определялись королём. Генеральный совет обеспечивал учёт мнения шотландской знати королями и во время несовершеннолетия монархов брал на себя функции высшего органа власти в стране. Главными функциями совета были решение вопросов войны и мира, урегулирование споров между баронами и королём, одобрение законодательных инициатив монарха. Помимо Генерального совета существовал узкий совет приближённых и высших чиновников королевской администрации, осуществлявший решение текущих проблем государства.
Иногда Генеральный совет именовался коллоквиумом (лат. coloquium) или парламентом (лат. parleamentum). Трансформация Генерального совета в настоящий сословно-представительный парламент происходила постепенно на протяжении XIII—XIV веков. Особенностью Шотландии было параллельное существование двух органов, представляющие шотландскую аристократию: парламента, занимающийся главным образом вопросами финансов, налогообложения и суда, и Генерального совета, собирающийся для решения важнейших политических вопросов (наследование престола, назначение регентского совета, международные отношения) и отличающийся большей неформальностью процедур созыва и функционирования. И в том и в другом органе принимали участие высшая шотландская знать и духовенство, однако в парламент при Роберте Брюсе были включены некоторые лэрды и делегаты городов, что сделало именно этот орган институтом национального представительства.
Сближение парламента и Генерального совета (с XVI века именуемого конвентом или собранием сословий (англ. Convention of estates)) продолжилось в XVI—XVII веках: компетенция обоих органов в законодательной и судебной сфере стала одинаковой, в состав собрания сословий вошли представители рыцарства и городов, оформилась строгая процедура его созыва. Отличие заключалось лишь в более коротких сроках созыва собраний и в том, что, в отличие от парламентов, собрания сословий могли принимать решения только по тому вопросу, ради которого их созывал король, а обсуждать другие вопросы они не имели права. Это ограничение стало активно использоваться монархами в XVII веке для проведения именно через собрания сословий решений о налогообложении, а при Карле II санкционирование взыскания налогов стало единственным вопросом, выносимым на их рассмотрение. Функции государственного управления в то же время перешли в компетенцию Тайного совета. Собрание сословий как отдельный орган государственной власти просуществовало до объединения Шотландии и Англии в единое государство Великобританию в 1707 г.
Об истории шотландского сословно-представительного органа см.: Парламент Шотландии.

### Франция
Трансформация древнефранкского института народных собраний в аристократический королевский совет в целом завершилась в период правления Карла Великого. Хотя главным институтом королевской власти при Каролингах стал разветвлённый аппарат центральной администрации, включающий королевских посланцев, графов, чиновников двора и назначаемые королём судебные коллегии, особое место в системе власти заняли съезды знати королевства, на которых обсуждались важнейшие политические и военные предложения Карла Великого. В этих съездах участвовали крупные светские и духовные магнаты королевства со своими вассалами, а иногда и ополченцами из числа свободных крестьян. Наибольшую роль приобрели съезды, собираемые в конце весны («майские поля»). Хотя этот орган носил чисто совещательный характер, он обеспечивал поддержку инициативам короля со стороны господствующей элиты и цементировал Каролингскую монархию.
В период феодальной раздробленности во Франции институт Большого королевского совета претерпел значительную трансформацию. В условиях ослабления королевской власти совет потерял представительный характер: монарху удавалось привлечь в него лишь зависимых от него епископов и аббатов, а также некоторых прямых вассалов короля из числа графов центральных регионов Франции. Королевский совет (или, как его называли французские хронисты, генеральная курия) оставался крайне аморфным образованием. Он созывался лишь по случаю помазания короля или объявления войны. Ни законодательных, ни фискальных функций этот совет не имел, а его судебные полномочия находились в прямой зависимости от способности короля обеспечить исполнение приговоров совета в отношении крупных баронов. В XI веке, по образному выражению хрониста, «курия опустела»: король был занят подчинением домена и не стремился к установлению своей власти над феодальными княжествами Франции. 
Тем не менее практика обращения к собранию знати за помощью в решении политических вопросов сохранилась. Начиная с XII века, за счёт усиления судебной власти короля и постепенного подчинения королями независимых феодалов Северной Франции влияние Большого королевского совета усилилось. Короли стали обращаться к собраниям французской знати для решения важнейших вопросов политической жизни: объявления войн и созыва феодального ополчения, провозглашения крестовых походов, суда над непокорными вассалами и конфискации их владений. Одобрение советом решений короля значительно укрепляло силу королевской власти. При Филиппе II Августе генеральная курия стала одним из главных орудий реализации властных полномочий короны и обеспечила королю поддержку французской знати в борьбе с Анжуйской империей Плантагенетов. Преемники Филиппа II продолжали использовать Большой королевский совет для придания законного характера своим решениями, в том числе и для конфискаций французских ленов английских королей. В то же время, практика апелляции к совету знати при относительно слабых королях могла ослаблять эффективность государственного управления: известен случай, что, когда Людовику IX потребовалось во время одного из сражений принять важное решение, он не нашёл ничего лучшего, как разослать гонцов к своим сражающимся рыцарям, требуя их прибытия на совет к королю.
С конца XIII века значение Большого королевского совета вновь начало падать, уступая место узкой курии приближённых и чиновников короля (Королевский совет (Франция) — фр. Conseil du Roi) и её специализированным органам. Судебные полномочия постепенно сконцентрировались в рамках Парижского парламента. Без какого-либо возражения со стороны баронов, короли узурпировали всю полноту законодательной власти и стали издавать обязательные к исполнению ордонансы без согласия знати. Для получения согласия на обложение населения налогами короли стали прибегать к созыву Генеральных штатов, в которые помимо высшей аристократии и духовенства вошли представители городов — одной из главных опор королевской власти в период позднего Средневековья. Первый созыв Генеральных штатов относится к 1302 г. Во время несовершеннолетия короля Карла VI Большой королевский совет был возрождён, но уже в новом качестве: как регентский совет под контролем принцев крови. Однако уже при его преемниках, начавших строительство абсолютной монархии, на смену Большому совету знати пришёл сначала «узкий совет» (фр. Conseil étroit), в котором заседали некоторые принцы крови, крупные сеньоры и ряд чиновников, разбирающие дела, внесённые на обсуждение королём. При Франциске I и этот орган был сочтён слишком широким и заменён «деловым советом» из 4-5 приближённых короля. Созданный Людовиком XI Королевский совет (фр. Grand conseil) уже представлял собой чисто судебный институт, в котором участвовали эксперты-юристы и их секретари, рассматривающие дела, отозванные королём из парламента.

### Испания
Процесс трансформации племенных народных собраний в совет знати при короле завершился в вестготскую эпоху. Особенностью вестготского государства было то, что помимо чисто совещательного совета представителей знати существовал ещё один институт — соборы (лат. concillas), в которых принимали участие епископы, вестготская и испано-римская знать. Первое свидетельство о соборах относится ко времени правления Алариха II, а при Реккареде этот орган приобрёл законодательные функции: они стали утверждать указы, издаваемые королём, в случае если последнему требовалось получить признание своих действий со стороны аристократии. В составе соборов преобладало высшее духовенство, а представители знати назначались королём. Именно на соборах, проходивших обычно в Толедо, в церкви св. Леокадии, были утверждены важнейшие кодексы и законы Вестготского королевства. Этот орган обладал также определённой судебной властью и рассматривал жалобы на действия королевских чиновников. 
Вестготская система законодательных соборов и совещательного королевского совета сохранилась и в христианских государствах, образованных после арабского завоевания Пиренейского полуострова. В Астурии, Леоне, Кастилии и Арагоне Большой королевский совет, который время от времени созывался монархами, включал высшие слои дворянства и духовенства и играл, главным образом, политическую роль, избирая короля или его наследника (пока не сложился наследственный принцип передачи престола), решая вопросы войны и мира. Соборы были, обычно, более представительны. На них обсуждались и утверждались законодательные инициативы королей по самому широкому спектру государственных проблем. Иногда соборы состояли только из дворян (конвенты) или из духовенства (конгрегации). С XI века усилилась тенденция собирать для решения гражданских дел исключительно представителей светской знати, без участия священнослужителей. В 1137 г. один из таких конвентов, собравшихся в Леоне, получил новое название кортесов. Первоначально кортесы состояли исключительно из дворян, однако уже с 1188 г. в Леоне, с 1250 г. в Кастилии, а с 1274 г. в Арагоне кортесы превратились в настоящие сословные представительства, ядро которых составляли делегаты свободных городов. Кортесы узурпировали право дачи согласия на обложение населения налогами, однако законодательная власть полностью осталась в руках королей. 
Постепенно кортесы вытеснили Большой королевский совет из политической системы пиренейских государств, в том числе и в церемониальных вопросах (избрание короля, утверждение регентского совета, принесение коронационной клятвы). В то же время при короле возник узкий совет его ближайших приближённых и высших государственных чиновников, в котором сконцентировались механизмы управления королевской администрацией и судебные прерогативы (собственно Королевский совет, или курия), из которого позднее выделился коронный суд (исп. cort). В периоды смут высшей аристократии иногда удавалось расширить компетенцию Большого королевского совета, и даже подчинить себе короля (как это произошло при Энрике IV в Кастилии в 1465 г.), однако после восстановления королевской власти Большой королевский совет вновь оттеснялся от управления и превращался в чисто совещательный орган. При Фердинанде II и Изабелле I аристократы были лишены права голоса в королевском совете, который в результате стал учреждением государственной администрации, полностью подконтрольным королю. Лишь в Наварре, где города были слабыми, Большой королевский совет, состоящий практически исключительно из дворян, сохранил своё значение до XVII века, играя роль государственного института, ограничивающего королевский абсолютизм. 
О развитии сословного представительства в Испании см.: Кортесы.

### Государства крестоносцев
В Иерусалимском королевстве из-за слабости королевской власти и могущества феодальных баронов влияние Большого королевского совета — Высшей курии (фр. Haut cour) было беспрецедентным для европейских монархий. В этот орган входили все вассалы короля, а после 1120 г. и епископы. Позднее право участия в Высшей курии получили гроссмейстеры рыцарских орденов и влиятельные крестоносцы, прибывшие из Европы. Согласно ассизе Амори I в формировании Высшей курии могли принимать участия все дворяне королевства (более 600). 
Королевский совет являлся органом власти иерусалимской феодальной знати. В отличие от своих европейских аналогов, Высшая курия имела чёткие фискальные, законодательные и судебные прерогативы. Согласия курии требовалось для взыскания налогов, организации военных экспедиций, утверждения важнейших законов. Именно на таком собрании в Наблусе в 1120 г. были приняты первые законы государства крестоносцев. Этот орган также являлся верховным судом Иерусалимского королевства и единственным судебным органом, в котором могли слушаться дела по обвинению баронов страны в преступлениях, а наказания, налагаемые курией на правонарушителей могли включать конфискацию владений и смертную казнь. Ещё более важным было право Высшей курии избирать короля Иерусалима, его регентов и принимать коронационную клятву. Король, хоть и занимал пост председателя курии, был в ней лишь первым среди равных. Вся история существования Иерусалимского королевства была заполнена борьбой в Высшей курии между королями и аристократами. Если в XII веке монархи Арденн-Анжуйской династии пытались ослабить влияние Высшей курии и создать централизованную королевскую администрацию, а Фридрих II в 1232 г. вообще упразднил курию, то с середины XIII века и до падения Акры именно она являлась верховным органом власти королевства. Однако в настоящий парламент Высшая курия трансформироваться за время существования Иерусалимского королевства не успела и представители городов не получили право голоса на её собраниях.
Основы государственной власти Иерусалимского королевства были перенесены на Кипр, где также была создана Высшая курия. Однако в Кипрском королевстве этот орган не имел того влияния, как в Иерусалиме. Короли Кипра владели значительным земельным доменом, позволявшим им быть не зависимыми от баронов. В результате Высшая курия была подчинена королями и потеряла значительную часть своих полномочий в законодательной и фискальной сфере.

### Швеция
Одной из главных особенностей раннескандинавского общества были тинги (сканд.: ting) — регулярные региональные народные собрания, состоявшие из всех свободных жителей округи, решающие судебные споры, принимающие политические решения и избирающие правителя-верховного судью лагмана. Существовала целая иерархия тингов: от тингов сотни до тингов королевства. К X векв тингах, сохраняющих видимость демократических институтов и принцип «один человек — один голос», фактически доминировала местная аристократия. Король Швеции долгое время был полностью зависим от тинга Свеаланда, которому принадлежала вся полнота законодательной и судебной власти в центральной части Шведского королевства. Тинг Свеаланда собирался ежегодно, в конце февраля—начале марта.
Лишь в XII веке роль тингов в структуре государственной власти начала падать, уступая место неформальному совету ведущих магнатов Швеции при короле с совещательными функциями (Государственный совет, риксрод; швед. Riksrådet), который обычно, возглавлял ярл. Магнус I Ладулос в конце XIII века превратил этот совет в постоянный институт королевской администрации и включил в его состав государственных сановников. К этому же времени относится оформление дворянского сословия. В середине XIV века, при Магнусе II, Государственный совет стал органом власти крупной аристократии и добился предоставления ему права одобрять взыскание налогов и утверждать законы, а также избирать короля. Именно выступление риксрода против короля и его обращение к Маргарите Датской в 1388 году привело к объединению Швеции, Норвегии и Дании в Кальмарскую унию в 1397 году.
В период Кальмарской унии, когда шведским монархом являлся король Дании, Государственный совет сконцентрировал в своих руках все рычаги управления страной, включая назначение на государственные должности, законодательство и налоговую систему. Без сотрудничества Государственного совета, в котором доминировала крупная шведская аристократия, король не мог осуществлять сколь-либо эффективное управление Швецией. Во время восстания Энгельбректа (1434—1436), поддержанного Государственным советом, в 1435 году в Арбоге было созвано собрание представителей всех сословий (дворянство, духовенство, горожане и свободные крестьяне), которое считается первым настоящим парламентом Швеции — риксдагом (швед. Riksdag). Постепенно всевластие аристократического совета начало входить в противоречие с тенденциями социально-экономического развития страны. В период правления дома Стуре (конец XV—начало XVI века) Государственному совету был противопоставлен всесословный риксдаг, который стал регулярно созываться и взял на себя функции высшего законодательного органа страны.
Кардинальная реорганизация королевского совета произошла уже после разрыва Кальмарской унии. В результате реформ Густава I Вазы в 1538—1543 годах на смену аристократическому риксроду пришёл правительственный совет (регементсрод), состоящий из должностных лиц, ответственных перед королём. Однако эта реформа не была завершена и в конце правления короля Густава I старый аристократический принцип организации Королевского совета был восстановлен. На протяжении XVI — первой половины XVII века Государственный совет сохранял свои позиции как органа власти шведской аристократии, несмотря на периодические конфликты с королями и их попытки отстранить риксрод от управления. Постепенно, благодаря реформам Акселя Оксеншерны и королевы Кристины, Государственный совет трансформировался в орган государственной администрации. Уже во времена Второго регентства (1660—1672) высшая роль в государстве перешла к риксдагу, но лишь утверждение в Швеции абсолютной монархии при Карле XI завершило превращение Государственного совета в бюрократический институт, состоящий из чиновников короля, за которым сохранились лишь некоторые судебные функции. Тем не менее, в Швеции традиции аристократического Государственного совета не были полностью изжиты и повлияли на характер функционирования Тайного совета короля, который на протяжении XVIII века занимал одно из центральных мест в системе управления страной.
Об эволюции шведского сословно-представительного органа см.: Риксдаг.

### Венгрия
Институт Большого королевского совета известен в Венгрии с X века. В ранние периоды он являлся высшим органом государственного управления страны и включал крупнейших магнатов, епископов и королевских ишпанов комитатов. Руководство советом, обычно, осуществлял архиепископ Эстергомский. Королевский совет обеспечивал одобрение дворянством и духовенством законодательных инициатив короля и осуществлял судебные разбирательства по важнейшим государственным делам. Особенностью Венгрии было то, что благодаря сильной королевской власти преобладание в совете на ранних этапах имели региональные королевские чиновники (ишпаны, баны) и придворные.
В конце XII века, при Беле III, начался рост значения королевской канцелярии, которая стала вытеснять совет из сферы управления, однако внутриполитический кризис середины XIII века вновь привёл к усилению влияния Королевского совета. «Золотая булла» Эндре II 1222 года уравняла венгерское дворянство («королевских сервиентов») в правах с магнатами и открыла путь для проникновения дворянских элементов в Королевский совет. Однако главным органом среднего комитатского дворянства стали общие собрания прелатов, баронов, дворян и половцев Куншага, первое из которых состоялось на Ракошском поле в 1277 году. Этот орган стал выразителем интересов дворянства и главным противовесом Королевскому совету, в котором продолжала доминировать крупная аристократия. В отличие от западноевропейских представительных институтов в общенациональных собраниях Венгрии не участвовали представители вольных городов.
В период правления Анжуйской династии Королевский совет был реорганизован и превращён в собрание королевских приближённых и чиновников. Роль представительства дворянства стали играть государственные собрания (лат. Generalis congregatio), регулярный созыв которых, однако, начался лишь после смерти короля Жигмонда. Государственные собрания стали активно участвовать в законотворческом процессе и добиваться утверждения королями своих законодательных инициатив. В них вошли избираемые представители комитатов и некоторых вольных городов, что привело к трансформации этого органа в сословное представительство (парламент). Ослабление королевской власти в XV веке привело к возрождению аристократического характера Королевского совета, в котором вновь стала господствовать высшая земельная аристократия и прелаты. При Матьяше Хуньяди Королевскому совету было передано право установления налогов, а в конце XV века совет полностью сконцентировал в своих руках управление Венгрией. Борьба между Королевским советом и государственными собраниями за влияние в стране стала одним из центральных политических процессов последних десятилетий существования независимого Венгерского королевства.
После вхождения Венгрии в состав империи Габсбургов представительные функции Королевского совета перешли к высшей палате Государственного собрания, а властные полномочия — к административным органам, созданным австрийскими монархами: Губерниуму и Венгерской палате.
Об эволюции сословно-представительного органа Венгрии см.: Государственное собрание Венгрии.

### Польша
Прообразом Большого королевского совета в Польше были съезды князей, епископов и наиболее влиятельных магнатов со всей страны, созываемые эпизодически польскими князьями для решения вопросов войны и мира, согласования важнейших законодательных инициатив и подтверждения перехода престола к наследнику умершего монарха. В период распада Польши на несколько независимых княжеств (вторая половина XII— начало XIV века) такие съезды играли важную роль обеспечения культурно-политической общности польских государств. Однако времена раздробленности наложили свой отпечаток на характер дворянского представительства: на смену общенациональным съездам пришли региональные сеймики, ставшие органами, выражающими интересы местного дворянства. Созданный после объединения Польши в первой половине XIV века Королевский совет (пол. Rada królewska) являлся органом королевской администрации и суда, в состав которого король включал канцлера, его заместителей, архиепископа Гнезненского и других лиц, занимающих придворные должности. Этот орган не носил характера представительства национальной аристократии. 
Время от времени, когда королям требовалась поддержка дворянства для осуществления тех или иных мероприятий, в основном династического или военного характера, созывались общепольские съезды дворян от каждой провинции польского государства, которые получили название сеймов (пол. Sejm). Пользуясь зависимостью короля от поддержки шляхты в условиях крайне слабого развития крупного землевадения и острой внешней угрозы, королям, начиная с конца XIV века приходилось идти на уступки дворянству, расширяя его привилегии. Кардинальное изменение в структуре государственного управления произошло в 1454 г., когда, чтобы обеспечить набор армии для ведения Тринадцатилетней войны с Тевтонским орденом, король Казимир IV издал Нешавские статуты. В соответствии с этим документом для утверждения законов, введения налогов и созыва военного ополчения требовалось согласие польской шляхты. Это привело к складыванию общенационального сословно-представительного органа — вального сейма, первый созыв которого относится к 1493 г. В отличие от западноевропейских государств в польский сейм не вошли представители городов.
О дальнейшей эволюции польского сословного-представительного органа см.: Сейм Речи Посполитой.

### Балканские государства
В государствах Балканского полуострова институт Большого королевского совета возник на основе древнеславянской традиции координации действий короля с его дружиной. В Хорватии X века сохранялась практика принятия решений королями на собраниях знати (саборах), в которых участвовали жупаны, комиты, баны и священнослужители. Однако этот орган не приобрёл постоянного характера и обособленной компетенции. Королевская власть достаточно рано начала проводить политику ограничения влияния местной аристократии, часто смещая комитов и жупанов и не давая этим должностям превратиться в наследственные титулы. Тем не менее, обычай избрания короля собранием знати оказался достаточно живучим, и в политической истории страны смещение старого и выборы нового короля сабором знати были относительно частым явлением. Уния с Венгрией 1102 г. также была принята на собрании «двенадцати хорватских племён» (фактически потомками племенной знати). Институт сабора, представляющий интересы хорватского дворянства, сохранялся в период нахождения страны в составе Венгрии, и, позднее, империи Габсбургов. Однако этот орган уже приобрёл характер сословного представительства, а в 1687 г. права сабора на избрание короля Хорватии были отменены.
Об дальнейшей эволюции хорватского сословно-представительного органа см.: Сабор Хорватии.